# Prestigio (linguistica)
In sociolinguistica, il prestigio descrive il livello di rispetto accordato ad una lingua o dialetto in confronto a quello di altre lingue o dialetti in una comunità linguistica. Il concetto di prestigio in sociolinguistica è strettamente collegato a quello del prestigio di una classe all'interno di una società. Generalmente, vi è un prestigio positivo associato alla lingua o dialetto delle classi superiori, e uno negativo associato alla lingua o dialetto delle classi inferiori. Il concetto di prestigio è anche strettamente legato all'idea della lingua standard, in quanto è probabile che il dialetto più prestigioso sia considerato appunto come la lingua standard, sebbene vi siano alcune notevoli eccezioni a questa regola, come l'arabo. Il prestigio è particolarmente visibile in situazioni dove due o più lingue entrano in contatto, e in ambienti urbani diversificati, socialmente stratificati, nei quali è probabile vi siano parlanti di diverse lingue o dialetti che interagiscono frequentemente. Margalit Fox, una scrittrice per il New York Times, sostiene che malgrado le percezioni che si nutrono verso certi dialetti o lingue, siano esse positive o negative, "giudicate su basi puramente linguistiche, tutte le lingue - e tutti i dialetti - hanno uguale merito."

## Cause del prestigio
A lingue e dialetti diversi è accordato il prestigio sulla base di fattori che includono "una ricca eredità letteraria, un alto grado di modernizzazione della lingua, una considerevole reputazione internazionale, o il prestigio dei suoi parlanti." Avere molti di questi attributi significherà probabilmente che la lingua è considerata di elevato prestigio; parimenti, una lingua o dialetto con pochi o nessuno di questi attributi sarà considerata di basso prestigio. Questo fenomeno non è limitato alle popolazioni di lingua inglese, essendo quest'ultima oggi la lingua più usata per gli scambi internazionali. Nell'Europa occidentale, molteplici lingue sono state considerate di alto prestigio in un'epoca o in un'altra, incluso l'italiano come lingua franca del Mediterraneo e come lingua del Rinascimento; e il francese della cultura di corte nel XVII-XVIII secolo."

C'è una forte correlazione tra il prestigio di un gruppo di persone e il prestigio accordato alla lingua che esse parlano, poiché "la lingua è intrecciata con la cultura." La descrizione della linguista Laurie Bauer del prestigio del latino esemplifica questo fenomeno: 
 Walt Wolfram, un professore di linguistica all'Università statale della Carolina del Nord, nota che "non riesce a pensare ad alcuna situazione negli Stati Uniti nella quale gruppi di basso prestigio hanno sistemi linguistici di alto prestigio."

## Effetti del prestigio sugli atteggiamenti verso la lingua

### Lingua o dialetto?
Il prestigio influenza se una varietà linguistica è considerata una lingua o un dialetto. Nel discutere le definizioni di lingua, Dell Hymes scrisse che "talvolta si dice che due comunità abbiano le stesse, o diverse, lingue sulla base della mutua intelligibilità, o della mancanza della stessa" ma, da sola, questa definizione è spesso insufficiente. Le diverse varietà linguistiche di un'area esistono lungo un continuum dialettale, e spostarsi geograficamente spesso implica un cambiamento della varietà locale. Questo continuum significa che malgrado il fatto che il tedesco standard e l'olandese standard non siano mutuamente intelligibili, l'idioma delle persone che vivono vicino alla frontiera tra la Germania e i Paesi Bassi assomiglierà più strettamente a quello dei loro vicini dall'altra parte della frontiera che alla lingua standard del loro paese natale. 
Anche così, i parlanti vicino alle frontiere descrivono sé stessi come parlanti una varietà della loro lingua standard, e l'evoluzione di questi dialetti è nella direzione della loro lingua standard. Che essi siano classificati come tali riflette il fatto che le "differenze della lingua non sono solo segni dell'appartenenza differenziale a un gruppo, ma anche potenti fattori scatenanti gli atteggiamenti di gruppo." Tale indeterminatezza ha avuto come risultato l'aforisma "Una lingua è un dialetto con un Esercito ed una Marina". Cioè, i parlanti una qualche varietà linguistica dotati di potere sociale e politico sono visti come aventi una lingua distinta, mentre "'dialetto' è [...] un termine che suggerisce un idioma delle classi inferiori o rurale". Un esempio canonico di ciò sono le lingue scandinave, incluso il danese, lo svedese e il norvegese, dove le differenze linguistiche "costituiscono barriere ma non bloccano completamente la comunicazione", ma sono considerate lingue distinte perché sono parlate in paesi differenti.

### Classe sociale e prestigio
Mentre alcune differenze tra i dialetti sono di natura regionale, vi sono anche cause sociali per tali differenze. Molto spesso, il "dialetto di prestigio pubblico dell'élite in una comunità stratificata differisce dal dialetto (dai dialetti) degli strati non elitari (classe operaia e altre)." Infatti, in un articolo che tentava in parte di motivare lo studio della sociolinguistica, Raven McDavid scrisse che "l'importanza della lingua come specchio della cultura può essere dimostrata dalle differenze dialettali nell'inglese americano." Pertanto la relazione tra il modo in cui i parlanti usano una lingua ed il loro status sociale è uno strumento da tempo riconosciuto nella socioliguistica.

#### Differenziazione dialettale e stratificazione sociale in un villaggio dell'India settentrionale
Uno dei primissimi studi della relazione tra differenze sociali e differenze dialettali fu realizzato da John Gumperz, che studiò i modelli di idioma a Khalapur, un piccolo villaggio, altamente stratificato, in India. In tutto, il villaggio aveva 31 caste, che andavano dai Bramini e dai Rajput in cima, ai Chamar e ai Bhangi in fondo, e il 90% della popolazione complessiva era indù, con il rimanente 10% musulmana. Gumperz osservò che le diverse caste erano distinte sia fonologicamente che lessicalmente, ogni casta avendo un vocabolario specifico della sua subcultura. In modo rilevante, le differenze di idioma tra indù e musulmani "sono dello stesso ordine di quelle tra le singole caste toccabili e certamente molto meno importanti della variazione tra toccabili e intoccabili." Gumperz osservò anche che i gruppi di prestigio inferiore cercavano di imitare i modelli di idioma di prestigio, e che nel tempo, ciò aveva causato l'evoluzione della lingua di prestigio lontano da quella standard regionale, poiché i gruppi di prestigio superiore cercavano di differenziarsi dai gruppi di prestigio inferiore. Gumperz concluse che nel determinare i modelli di idioma in questa comunità, "il fattore determinante sembrano essere i contatti informali di amicizia," piuttosto che i contatti di lavoro.

#### Stratificazione sociale di New York
Un esempio notevole della relazione tra dialetto e stratificazione sociale in inglese è nello studio del 1966 di William Labov della pronuncia variabile della r a New York. Labov andò in tre grandi magazzini di New York che si rivolgevano a tre gruppi socio-economici chiaramente definiti - Saks (alto), Macy's (medio) e S. Klein (basso) — e studiò come i loro dipendenti pronunciavano la frase "fourth floor"("quarto piano"). I suoi risultati dimostrarono che i dipendenti di Saks pronunciavano la r più spesso, che quelli di Macy's pronunciavano la r meno spesso, e che da S. Klein, il 75% dei rispondenti non dicevano affatto la r. Un'altra tendenza che Labov notò fu che in tutti e tre i magazzini, ma da Macy's in particolare, quando erano invitati a dire "fourth floor" una seconda volta, era molto più probabile che i dipendenti pronunciassero la r.
Labov attribuì le sue scoperte al prestigio percepito di ciascun dialetto. Egli notò che a New York la "r caduta ha le sue origini nell'idioma britannico aristocratico," ma dopo la Seconda guerra mondiale, "con la perdita dello status imperiale della Gran Bretagna l'idioma britannico non rotico cessò di essere considerato come 'idioma di prestigio'." Nel 1966, quando Labov effettuò il suo studio, pronunciare parole come car ("automobile") e  guard ("guardia", "custodia") con la r era considerato un elemento dell'idioma di prestigio. Questo aveva come risultato che gli impiegati della classe media, una volta consci di dover pronunciare "fourth floor", alteravano la loro pronuncia al fine di corrispondere a quella del dialetto di prestigio. Il prestigio attribuito alla r era evidente anche nell'ipercorrezione osservata nell'idioma delle classi inferiori. Sapendo che la pronuncia della r era un tratto di prestigio, molti dei parlanti delle classi inferiori in un altro studio di Labov — nel quale ai parlanti si chiedeva di leggere da liste di parole — aggiungevano la -r a parole che non ne avevano affatto. La differenza tra questo studio e lo studio del "fourth floor" era il fatto che i parlanti stavano controllando molto attentamente il loro linguaggio, non parlando spontaneamente, e stavano pertanto attenti ad aggiungere la r nel tentativo di imitare una classe sociale superiore.

#### Genere e prestigio nascosto
I dialetti non standard di solito sono considerati di basso prestigio, ma in alcune situazioni i dialetti "stigmatizzati dal sistema educativo godono ancora di un prestigio nascosto tra gli uomini della classe operaia per la ragione stessa che sono considerati scorretti." Queste situazioni si verificano quando il parlante vuole ottenere riconoscimento, accettazione o solidarietà presso uno specifico — e non prestigioso — gruppo di persone, o segnalare ad altri parlanti la sua identificazione con quel gruppo. L'idea di prestigio nascosto fu introdotta per la prima volta da William Labov, che notò come perfino i parlanti che usavano dialetti non standard spesso credevano che il proprio dialetto fosse "cattivo" o "inferiore". Labov si rese conto che doveva esserci una qualche ragione di fondo per il loro uso del dialetto, che egli identificò come un segnale dell'identità del gruppo. Un esempio è in uno studio del 1998 sull'uso della finale di parola -ing in contrapposizione a -in tra i membri delle confraternite dei college negli Stati Uniti. I membri delle confraternite usavano -in piuttosto che -ing, dal che l'autore concluse che i membri usavano -in per mostrare ciò che essi vedevano come tratti comportamentali della classe operaia, quali 'gran lavoratore' e 'informale', creando in tal modo una specifica identità per sé stessi.
Parimenti, in studi dei modelli di idioma nell'inglese britannico, Peter Trudgill osservò che più donne che uomini della classe operaia parlano il dialetto standard. Farida Abu-Haidar effettuò uno studio simile a Baghdad del prestigio nella lingua araba, dopo il quale concluse che nell'arabo di Baghdad, le donne sono più consapevoli del prestigio di quanto lo siano gli uomini. Altre aree in cui si è osservato ciò includono la Nuova Zelanda e il Guangdong in Cina. Come spiegazione, Trudgill suggerisce che per gli uomini, c'è un prestigio nascosto associato al parlare il dialetto della classe operaia. Infatti, egli osservò uomini che asserivano di parlare un dialetto meno prestigioso di quello che effettivamente parlavano. Secondo questa interpretazione, allora, "l'uso delle caratteristiche di prestigio da parte delle donne si conforma semplicemente al normale ordine sociolinguistico, mentre gli uomini deviano da ciò che ci si aspetta." Elizabeth Gordon, nel suo studio della Nuova Zelanda, suggerì invece che le donne usassero forme di prestigio superiore a causa dell'associazione dell'immoralità sessuale alle donne delle classi inferiori. Qualunque sia la causa, sembra che le donne in molte culture abbiano più probabilità degli uomini di modificare il loro idioma verso il dialetto di prestigio.
Anche se le donne usano i dialetti di prestigio più frequentemente di quanto facciano gli uomini, non sembra esistere la stessa preferenza di genere per le lingue di prestigio. Uno studio delle società diglossiche di John Angle e Sharlene Hesse-Biber mostrava che gli uomini avevano più probabilità di parlare la lingua di prestigio di quanta ne avessero le donne. Una spiegazione proposta per questo è che gli uomini hanno più probabilità di acquisire una seconda lingua di quanta ne abbiano le donne.

### Connessione con la "lingua standard"
La nozione di lingua "standard" in una comunità linguistica è legata al prestigio delle lingue parlate nella comunità stessa. In generale, "un maggior prestigio tende ad essere attribuito alla nozione dello standard, dal momento che esso può funzionare in ambiti più elevati, e ha una forma scritta." Sebbene vi siano dei controesempi, come l'arabo, "le varietà prestigiose e standard coincidono al punto che i due termini possono essere usati intercambiabilmente."
La conseguenza di ciò è che in paesi come gli Stati Uniti, dove i cittadini parlano molte lingue diverse e vengono da una varietà di gruppi nazionali ed etnici, c'è una credenza linguistica popolare secondo la quale il dialetto più prestigioso è l'unico dialetto standard dell'inglese che tutte le persone dovrebbero parlare. La linguista Rosina Lippi-Green ritiene che questa credenza in una lingua standard giustifichi e razionalizzi la preservazione dell'ordine sociale, dal momento che uguaglia la lingua "non standard" o "substandard" agli "esseri umani non standard o substandard". Al contrario delle comuni opinioni popolari sul fatto che le lingue standard siano "migliori", i linguisti credono che nessuna lingua, o varietà di lingua, sia intrinsecamente migliore di qualsiasi altra lingua, perché ogni lingua serve al suo scopo di permettere ai suoi utilizzatori di comunicare.

#### Armonia razziale a Singapore
Un esempio dell'interscambio tra le lingue standard e il prestigio è Singapore. L'armonia razziale è una politica dichiarata del governo singaporeano, ed è perfino celebrato un giorno dell'armonia razziale. Un elemento della politica messa punto per promuovere l'armonia razziale è che ciascuna della quattro lingue principali parlate a Singapore è trattata come una lingua governativa ufficiale: il tamil, il malese, il cinese e l'inglese. È ufficialmente promosso anche il bilinguismo in accordo con la credenza che la lingua etnica è il "vettore della cultura" mentre l'inglese è la "lingua del commercio", una scelta motivata dal fatto che l'inglese è la lingua nativa di pochi singaporeani.
Con l'inglese come lingua franca, nessuna etnia è favorita, ma sono preservate le culture. L'idea dietro questa politica è che trattare tutte le lingue come standard e quindi come ugualmente prestigiose avrà come risultato che i parlanti di ciascuna lingua saranno trattati in modo uguale. Mentre l'atteggiamento singaporeano verso lingue diverse mira a promuovere l'uguaglianza, nei riguardi dei dialetti del cinese si assume l'approccio opposto. Fin dal 1979, la "Campagna parlate mandarino" (Speak Mandarin Campaign) ha promosso l'uso del mandarino standard, per via della credenza dell'allora primo ministro Lee Kuan Yew che il mandarino sia più efficace delle lingue cinesi non mandarine perché è parlato da un più grande numero di persone nel mondo. Nel complesso, il governo singaporeano promuove l'idea che tutte le lingue sono ugualmente prestigiose, ma al tempo stesso incoraggia il mandarino come l'unico dialetto del cinese per via del suo prestigio.

## Prestigio linguistico nelle situazioni linguistiche di contatto
Quando lingue o varietà di lingue differenti vengono a contatto l'una con l'altra, si possono formare tra le due varie relazioni, tutte tipicamente influenzate dal prestigio. Quando le due lingue a contatto hanno uguale potere o prestigio, esse formano un adstrato, esemplificato dall'antico inglese e dal norreno. che condividevano elementi l'uno con l'altro in modo più o meno uguale. Di gran lunga più comune è che le due lingue abbiano una relazione di potere disuguale, com'è il caso di molte situazioni di contatto con le lingue coloniali. Le lingue che hanno uno status più elevato in relazione ad un certo gruppo spesso si manifestano nel prendere parole in prestito. Un esempio è nell'inglese, che presenta un gran numero di parole prese in prestito dal francese, come risultato del prestigio storico del francese. Un altro risultato potenziale di tali relazioni di contatto include la creazione di un pidgin o eventualmente di un creolo attraverso la "nativizzazione", ossia l'acquisizione di parlanti nativi da parte di una lingua. Nel caso dei pidgin e dei creoli, si nota di solito che la lingua di basso prestigio fornisce la fonologia, mentre la lingua di prestigio elevato fornisce il lessico e la struttura grammaticale.
Oltre a formare una nuova lingua — nota come creolo — il contatto linguistico può produrre come risultato cambiamenti nelle lingue a contatto, quali la convergenza linguistica, la deriva linguistica o l'estinzione linguistica. La convergenza linguistica si ha quando due lingue sono state esposte per un lungo periodo ai reciproci influssi e cominciano ad avere più proprietà in comune. La deriva linguistica è quando un parlante si sposta dal parlare un dialetto di prestigio inferiore ad un dialetto di prestigio superiore. L'estinzione linguistica è quando i parlanti di una lingua si estinguono, e non ci sono nuove generazione che imparano a parlare quella lingua. L'intensità del contatto tra le due lingue, come pure i loro livelli di prestigio relativo, influenzano la misura in cui una lingua sperimenta prestiti lessicali, nonché cambiamenti alla sua morfologia, fonologia, sintassi e struttura complessiva.

## Effetti del prestigio sulla struttura linguistica
Quando due lingue con una relazione asimmetrica di potere vengono a contatto — come nel caso della colonizzazione o in una situazione di rifugiati — il creolo che ne risulta è tipicamente basato in larga parte sulla lingua di prestigio; come notato sopra, i linguisti hanno osservato che la lingua di basso prestigio di solito fornisce la fonologia, mentre la lingua di prestigio elevato fornisce il lessico e la struttura grammaticale. Nel tempo, il contatto continuato tra il creolo e la lingua di prestigio può portare alla "decreolizzazione", nella quale il creolo comincia ad assomigliare più strettamente alla lingua di prestigio. La decreolizzazione in tal modo crea un continuum post-creolo, che va da un acroletto (una versione del creolo che è molto simile alla lingua di prestigio), ai mesoletti (versioni sempre meno simili), al basiletto (il creolo più "conservatore"). Un esempio di decreolizzazione descritto da Hock e Joseph è l'inglese afro-americano vernacolare (African American Vernacular English, AAVE), in cui versioni più antiche, più conservatrici preservano tratti linguistici come il marcatore completivo done, al contrario di versioni più recenti, meno conservatrici.

### Diglossia
Alcuni casi di contatto tra lingue con differenti livelli di prestigio hanno avuto come risultato la diglossia, un fenomeno nel quale una comunità si serve di una lingua o dialetto di alto prestigio in certe situazioni — di solito nei giornali, in letteratura, nei campus universitari, per le cerimonie religiose, e in televisione e alla radio — ma usa una lingua o dialetto di basso prestigio per altre situazioni — spesso nelle conversazioni a casa o nelle lettere, nei fumetti e nella cultura popolare. L'articolo del 1959 Diglossia del linguista Charles A. Ferguson elencava i seguenti esempi di società diglossiche: nella Svizzera di lingua tedesca, il tedesco svizzero standard e lo svizzero tedesco; in Medio Oriente e in Nordafrica, l'arabo standard e l'arabo dialettale; ad Haiti, il francese standard e il creolo haitiano; in Grecia, la katharevousa e la dhimotikì; e in Norvegia, il bokmål e il nynorsk.

### Dialettalizzazione
Nelle società diglossiche, la lingua di prestigio tende ad essere molto conservatrice e a resistere al cambiamento nel corso del tempo, mentre la lingua di basso prestigio, il dialetto o vernacolo locale, subisce il normale mutamento linguistico. Ad esempio, il latino, per molti secoli la lingua di alto prestigio dell'Europa, subì mutamenti minimi, mentre le lingue di basso prestigio che erano parlate tutti i giorni si evolsero significativamente. Se, tuttavia, le due lingue sono parlate liberamente, la lingua di prestigio può subire un processo di dialettalizzazione (o vernacolarizzazione) e cominciare a incorporare caratteristiche dialettali. Un esempio è il sanscrito, un'antica lingua di prestigio che ha incorporato le pronunce dialettali della [ʧ] e della [b] rispettivamente per l'iniziale di parola y- e v-.

### Regionalizzazione
La lingua di prestigio può mutare anche sotto l'influenza di specifici dialetti regionali in un processo noto come regionalizzazione. Ad esempio, nei tempi medievali, il latino ecclesiastico sviluppò forme diverse in Italia, Francia, Spagna e Inghilterra. Alcune di queste differenze erano lievi, come la c davanti alla i e alla e che era pronunciata [ʧ] in Italia ma [s] in Francia, ma dopo che l'inglese subì il grande spostamento vocalico tra il 1200 e il 1600, il sistema vocalico in Inghilterra diventò quasi irriconoscibile per i suoi corrispondenti ecclesiastici europei.